# دوقية فرانكفورت الكبرى
دوقية فرانكفورت الكبرى (بالألمانية: Großherzogtum Frankfurt) دولة تابعة ألمانية من صناعة نابليون. دخلت حيز الوجود في عام 1810 بدمج الأراضي السابقة لأسقفية ماينتس إلى جانب مدينة فرانكفورت الحرة نفسها.
فقدت فرانكفورت وضعها كمدينة إمبراطورية حرة سنة 1806 بتفكك الإمبراطورية الرومانية المقدسة. مـُنحت المدينة لرئيس أساقفة ماينتس السابق كارل تيودور فون دالبيرغ، وأصبحت إمارة فرانكفورت. عندما اضطر دالبيرغ للتنازل عن إمارة ريغنسبورغ الخاصة به إلى مملكة بافاريا في عام 1810، جمع أراضيه المتبقية: أشافنبورغ وفتسلار وفولدا وهناو وفرانكفورت في دوقية فرانكفورت الكبرى الجديدة.
رغم أن الدوقية الكبرى تمت تسميتها بعد مدينة فرانكفورت، أقام دالبيرغ في مدينة أشافنبورغ. إلا أن المفوضين الفرنسيين كانوا يحكمون الأراضي في الواقع. بموجب دستور الدوقية الكبرى، عند وفاة دالبيرغ، سيرث يوجين دو بوارنيه ربيب نابليون الدولة.
تنازل دالبيرغ عن العرش لصالح يوجين في 26 أكتوبر 1813، في أعقاب هزيمة نابليون في معركة لايبزش. تلاشت دوقية الكبرى عن الوجود بعد ديسمبر 1813، عندما احتلت قوات التحالف المدينة. وبينما عادت فرانكفورت نفسها مرة أخرى لتكون مدينة حرة، ضمت مملكة بافاريا في نهاية المطاف معظم أراضي الدوقية الكبرى.